# Jan Frederik Gronovius

Titelseite der Flora Virginica

Jan Frederik Gronovius (* 10. Februar 1686 in Leiden; † 10. Juli 1762 ebenda; auch Johann Frederik und Johannes Fredericus) war ein niederländischer Botaniker und Förderer von Carl von Linné. Sein offizielles botanisches Autorenkürzel lautet „Gronov.“.  

## Leben und Wirken
Gronovius war Sohn des Altphilologen Jakob Gronovius und der Enkel von Johann Friedrich Gronovius. 1719 heiratete er Margaretha Christina Trigland, diese starb 1726. 1729 heiratete er Johanna Susanna Alensoon. Sein Sohn Laurens Theodor Gronovius war auch Botaniker.
Um 1730 wurden ihm durch den Pflanzensammler John Clayton viele Pflanzen (samt Beschreibungen) zugeschickt. Ohne Claytons Wissen nutzte Gronovius das wissenschaftliche Material in seiner Flora Virginica, einer Beschreibung der Pflanzenwelt des nordamerikanischen Bundesstaates Virginia.
1737 beschrieb Gronovius erstmals die Gerbera, die er nach dem Mediziner und Botaniker Traugott Gerber benannte. Diese war bis dato als afrikanische bzw. äthiopische Aster bekannt. 1762 erwähnte er die heilende Wirkung von Echinacea in seiner Flora Virginica.
William Houstoun benannte ihm zu Ehren die Gattung Gronovia der Pflanzenfamilie der Blumennesselgewächse (Loasaceae). Carl von Linné übernahm später diesen Namen.

## Schriften (Auswahl)
- Disputatio medico-botanica inauguralis camphorae historiam exhibens… Leiden 1715.
- Flora virginica, exhibens plantas quas v.c. Johannes Clayton in Virginia observavit atque collegit. 2 Teile, Leiden 1739–1743 (Digitalisat).
- Index supellectilis lapideae: quam collegit, in classes & ordines digessit, specificis nominibus ac synonymis illustravit. Leiden 1750 (Digitalisat).
- Flora orientalis, sive, Recensio plantarum quas botanicorum coryphaeus Leonardus Rauwolffus, medicus augustanus, annis 1573, 1574, & 1575, in Syria, Arabia, Mesopotamia, Babylonia, Assyria, Armenia & Judaea crescentes observavit, & collegit earumdemque ducenta specimina, quae in bibliotheca publica Lugduno-Batava adservantur, nitidissime exsiccata & chartae adglutinata in volumen retulit. Leiden 1755 (Digitalisat).